# Pup-o, mă!
Pup-o, mă! este un film de comedie românesc din 2018, în regia Cameliei Popa, care îi are în rolurile principale pe Alexandru Pop, Cosmin Seleși, Alin Panc, Cătălina Grama, Constantin Drăgănescu, Mărioara Sterian, Vladimir Găitan, Eugenia Maci și Constantin Cotimanis. 

## Sinopsis
Povestea are loc în satul transilvănean Răchițele, din județul Cluj, de Ziua Lânii, în timpul căreia se spune că orice bărbat celibatar care sărută o femeie necăsătorită o va lua ca soție. Frații Tică (Panc) și Horică (Pop), păstori de-o viață la o stână din vecinătate, încearcă să profite de situație când jurnalistelor Doina (Grama) și Ela (Alexa Tofan) li se strică mașina. Ei îl folosesc pe fratele mai mic Bică (Seleși), care tocmai suferise mai multe lovituri la cap, pentru a crea o poveste despre un strigoi local, în timp ce încearcă să ascundă totul de șeful lor sever, Minteuan (Cotimanis).
Pup-o, mă! s-a situat pe locul al treilea în ceea ce privește cele mai mari încasări dintre filmele românești din 2018, câștigând peste 93.000 de dolari.